# CB 매스
CB 매스(CB Mass, Critical Brain Mass)는 대한민국의 3인조 힙합 그룹이다. 1998~1999년 대원a.k.a Levas, Dj Smooth, ILL Skill출신맴버 메이크원,비니와 CB매스 결성해 MP에서 활동하며, 힙합프로듀스 팀으로 활동(바비킴featuring, DrunkenTiger의 '너희가 힙합을 아느냐'한글랩메이킹, LEO Kakoa소속 팀 'IImc', 'I.T(Infinite Track)'프로듀싱 하다 잠정해체 후, 2000년에 MIC출신이었던 최자,IF출신인 개코를 영입해 새로운 CB매스로 정식 오버그라운드 힙합 그룹으로 데뷔하였다. 이후 힙합 크루 무브먼트의 멤버로도 활동하였다. 2003년 5월 6일 커빈의 음반 제작비 횡령 사건으로 사실상 해체하였으나, 멤버 중 최자와 개코는 2004년 2인조 힙합 그룹 다이나믹 듀오를 결성하여 활동하게 되었다.

## 이전 구성원
| 이름 | 소개 |
| ---- | --- |
| 커빈 | - 본명 : 김종헌 - 생년월일 : 1977년 7월 4일(48세) - 출생지 : 대한민국 서울특별시 서초구 서초동 - 학력 : 백제예술대학교 문창학과 - 포지션 : 리더, 래퍼 - 활동기간 : 2000년 ~ 2003년                 |
| 최자 | - 본명 : 최재호 - 생년월일 : 1980년 3월 17일(45세) - 출생지 : 대한민국 서울특별시 강남구 신사동 - 학력 : 세종대학교 호텔경영학과 - 포지션 : 래퍼 - 활동기간 : 2000년 ~ 2003년                      |
| 개코 | - 본명 : 김윤성 - 생년월일 : 1981년 1월 14일(44세) - 출생지 : 대한민국 서울특별시 강남구 신사동 - 학력 : 홍익대학교 세종캠퍼스 광고커뮤니케이션디자인 - 포지션 : 래퍼 - 활동기간 : 2000년 ~ 2003년 |

## 발자취

### 초기
본래 BLEX의 멤버로 활동하던 커빈은 솔로 래퍼로 활동하다 클럽 마스터플랜에서 1998년 CB Mass라는 그룹을 조직하였다. 당시 결성멤버는 커빈, MC 신건, Vinnie, Joosin이었으나, 추후 멤버교체가 이루어지면서 커빈, Vinnie, Make-1으로 3인조로 재정비되었다. 이들은 II MC의 1집에 참여하였으며, 한편으로 커빈은 프로듀서로써 명성을 쌓아갔다. 이들은 신촌 언더 공연을 중심으로 활동하였다. 이후 Vinnie와 Make-1은 Ill Skillz로 들어가면서 팀의 존속 위기가 찾아왔다.

### 재정비와 활동
한편 초등학교 중학교 때부터 동창으로 만난 최자와 개코는 당시 4인조 그룹 K.O.D의 멤버로 활동하고 있었다. 커빈은 이들의 공연을 보고 감명을 받아 최자와 개코를 만나 CB 매스를 권유. 최자와 개코가 이 제의를 받아들임으로써 CB 매스는 3인조로 재정비되었다. 이들은 컴필레이션 앨범 《2000 대한민국》을 통해 "나침반"이란 곡으로 공식 데뷔를 하여 좋은 반응을 얻었다. 이후 CB 매스는 드렁큰 타이거의 데뷔 때 한글 가사를 작사해 준 인연으로 무브먼트의 구성원이 되고, 드렁큰 타이거가 2집을 내고 마약 사건으로 활동을 못하는 동안 1집 《Massmediah》를 내고 오버그라운드로 데뷔했다. 이와 함께 일본 DJ인 DJ Crush와의 연계 등 활발한 공연 활동도 겸했다.

### VIP 사건
2003년, 공식 2집 활동을 마친 CB 매스 내에서는 분열이 일어나기 시작했다. 그것은 커빈이 CB 매스의 돈과 더불어, 무브먼트의 후배라고 할 수 있는 에픽 하이, TBNY의 돈까지 횡령한 사건 때문이었다. 당시 커빈은 동료 프로듀서가 만든 곡을 자신의 명의로 한국저작권협회에 등록하여 저작권료를 대신 받았으며, 회사에서 나온 에픽 하이, TBNY의 음반 제작료를 당사자들에게 양을 속이고, 나머지를 가로채는 수법으로 돈을 챙겼다. 이로 인해 에픽 하이, TBNY의 데뷔가 늦춰졌으며 CB 매스의 활동도 어려워졌다. 이 사건은 "커빈"이 글자 "귀빈"과 비슷해 보인다는 데서 착안하여 "VIP 사건"이란 이름으로 불리고 있으며, 이후 TBNY는 EP 앨범 Prosac의 수록곡 "You"로, 다이나믹 듀오는 1집 Taxi Driver의 수록곡 "이력서"로, 에픽 하이는 2집 High Society의 수록곡 "뒷담화"로 커빈을 디스하기도 했다.
커빈 측은 VIP 사건에 대해서, 소속사인 크림 레코드가 없어지는 상황에서 스스로 제작비를 충당하였고, 이 과정에서 오해가 있었던 것뿐이라고 밝혔다.

### 해체
VIP 사건으로 소원해져 CB Mass라는 이름을 내건 공연에서도 개코와 최자, 둘만 공연하는 일이 늘어간 가운데, 2003년 5월 6일 TBNY의 인터넷 라디오 방송 "Double Diggin'"에도 개코와 최자 둘이 출연하였다. 이들은 3집을 끝으로 자신들의 소속사 크림 레코드와의 계약 기간이 종료되었으며, 이로써 CB Mass는 해체한다고 공식 발표하였다. 외부 언론에는 음악적 갈등을 빚어 해체한 것으로 발표되었다. 해체 이후 커빈은 작곡가로 활동을 하다가 금융인으로 직업을 전향하고, 개코와 최자는 현재 다이나믹 듀오라는 팀으로 활동 중이다.

## 음반
- 2000년 9월 6일 정규 1집 《Massmediah》
- 2001년 10월 9일 정규 2집 《Massmatics》
- 2003년 2월 10일 정규 3집 《Massappeal》

## 음악 스타일
CB Mass는 플로우 (Flow)나 라임 (Rhyme)에서 뛰어난 실력을 보여 주며, 정박 위주의 국내 랩퍼들과는 다르게 엇박자를 자주 사용하여 그들만의 스타일을 선보였다. 가사의 내용에는 많은 신경을 쓰지 않은 가운데 각자의 랩 파트를 각자가 작사와 랩 메이킹을 함으로써 다른 여타 힙합 그룹이 노래했던 식상한 주제들을 피하고 새로운 주제나 시각에서 접근하여 멤버 각자의 생각이나 이상, 경험 등을 가식적이지 않고 진솔한 내용으로 들려 주고 있는 점이 특징이다. 이는 다이나믹 듀오와 차별화되는 점이기도 하다.

## 윤희중과의 디스 사건
CB Mass는 "Movement 2"라는 곡을 통해 윤희중을 디스한 바 있다. 사건의 발단은 CB Mass가 윤희중에게 피쳐링을 부탁했다가 거절당한 것으로, 그 이유는 가사 스타일이 맞지 않아 어울리지 않아서 거절한 것이었는데, 이유를 오해한 CB Mass가 이런 곡을 발표한 것이다. 곡의 첫머리에는 "fuck 354"라는 가사도 있다.
이에 대해 윤희중은 자신의 두 번째 앨범 수록곡 "WHAT!!"으로 반격하였다. 한편으로 이 곡은 이현도가 마스타 우에게 보내는 메시지를 담은 곡이라고 많은 이들이 추측해서 화제가 되기도 했다. 이후 윤희중과 CB Mass는 서로 만나 오해를 풀었다.

## 그룹 명
CB Mass는 원래 "Critical Brain Mass", 즉 비판적인 두뇌를 한 집단이란 말의 약자라고 알려져 있다. 하지만 온라인 상에서는 한편으로 이 그룹의 뜻이 "CurBin Mass", 즉 커빈의 집단이란 뜻으로 커빈이 자신을 리더로 내세웠다고 하는 사람들도 있다.

## 같이 보기
- 다이나믹 듀오
- 에픽 하이
- TBNY
- 드렁큰 타이거
- 무브먼트